# Olivkotinga
Olivkotinga (Snowornis cryptolophus) är en fågel i familjen kotingor inom ordningen tättingar.

## Utseende och läte
Olivkotingan är en rätt färglös olivgrön fågel med gul eller vitaktig ring runt ögat. På undersidan syns svag streckning och vid vingknogen kan den uppvisa lite gult. Den har även ett svart längsgående hjässband, men den hålls ofta dold. Arten är vanligen tystlåten.

## Utbredning och systematik
Olivkotinga delas in i två underarter:
- Snowornis cryptolophus mindoensis – förekommer i Anderna i sydvästra Colombia och västra Ecuador
- Snowornis cryptolophus cryptolophus – förekommer i Anderna, från östra Colombia och östra Ecuador till Huánuco i östra Peru

## Levnadssätt
Olivkotingan hittas i bergsbelägna molnskogar. Där ses den på medelhög höjd inne i skogen, ibland som en del av kringvandrande artblandade flockar.

## Status och hot
Arten har ett stort utbredningsområde, men tros minska i antal, dock inte tillräckligt kraftigt för att den ska betraktas som hotad. Internationella naturvårdsunionen IUCN listar arten som livskraftig (LC).

## Namn
Fågelns vetenskapliga släktesnamn hedrar den engelske ekologen och ornitologen David William Snow (1924-2009).